# Preobrajenka, Krînîcikî
Preobrajenka (în ucraineană Преображенка) este localitatea de reședință a comunei Preobrajenka din raionul Krînîcikî, regiunea Dnipropetrovsk, Ucraina.

## Demografie
Componența lingvistică a localității Preobrajenka
     Ucraineană (93,61%)
     Rusă (5,66%)
     Alte limbi (0,73%)
Conform recensământului din 2001, majoritatea populației localității Preobrajenka era vorbitoare de ucraineană (93,61%), existând în minoritate și vorbitori de rusă (5,66%).